# Comahuesaurus
Comahuesaurus windhauseni
Genre
Espèce
Comahuesaurus est un genre éteint de dinosaures sauropodes diplodocoïdes, rattaché à la famille des Rebbachisauridae. Il a vécu au Crétacé supérieur de l'Aptien à l'Albien, il y a environ entre 125 et 100 Ma (millions d'années).
Il a été découvert dans la formation géologique de Lohan Cura en Argentine. 
L'espèce type et seule espèce du genre est Comahuesaurus windhauseni, nommée par José L. Carballido (d), Leonardo Salgado, Diego Pol (d), José I. Canudo (d) et Alberto C. Garrido en 2012, à partir de restes fossiles attribués précédemment à Limaysaurus par L. Salgado et ses collègues en 2004.

## Découverte
Comahuesaurus est connu par un matériel fossile relativement abondant pour un rebbachisauridé, constitué de 37 vertèbres caudales, 3 fragments de vertèbres dorsales, un humérus droit, un pubis, un ischium et un fémur gauche long de 1,13 mètre.

## Classification
Dans leur analyse phylogénétique Carballido et ses collègues en 2012 placent Comahuesaurus parmi les rebbachisauridés basaux avec les genres Amazonsaurus, Histriasaurus, et Zapalasaurus.

## Publication originale
- (en) José Luis Carballido, Leonardo Salgado, Diego Pol, José Ignacio Canudo et Alberto Garrido, « A new basal rebbachisaurid (Sauropoda, Diplodocoidea) from the Early Cretaceous of the Neuquén Basin; evolution and biogeography of the group », Historical Biology, Taylor & Francis, vol. 24, no 6,‎ décembre 2012, p. 631-654 (ISSN 0891-2963, 1026-7980 et 1029-2381, OCLC 915061764, DOI 10.1080/08912963.2012.672416).